# Джевид бей
Джевид бей (на гръцки: Τζέβιδ Μπέη) е бивше село в Гърция, разположено на територията на дем Места (Нестос), административна област Източна Македония и Тракия.

## География
Джевид бей е било разположено южно от Саръшабан (Хрисуполи), на 1 km североизточно от Пигес (Сусуркьой и Кутунджели).

## История
В XIX век Джевид бей е турско село в Саръшабанската каза на Османската империя. Селото се разпада в Балканските войни (1912 – 1913).